# Montricher-Albanne
Montricher-Albanne é uma comuna francesa na região administrativa de Auvérnia-Ródano-Alpes, no departamento de Saboia. Estende-se por uma área de 27,99 km². Em 2010 a comuna tinha 484 habitantes (densidade: 17,3 hab./km²).